# Кувейт на Сурдлимпийских играх
Кувейт участвует в летних Сурдлимпийских играх с Игр 1989 года (не участвовали в Играх 2001, 2009, 2017 годов), в зимних Сурдлимпийских играх на настоящий момент не участвовали ни разу. По состоянию на лето 2023, медалей на Играх ещё не выигрывали.